# Mixer (elettronica)
In telecomunicazioni, un mixer è un circuito non lineare, ovvero un dispositivo che accetta in ingresso due segnali in frequenza e rende in uscita una combinazione dei due segnali a frequenze diverse. Nelle applicazioni più comuni in uscita è prodotto un segnale che può essere:
1. la somma delle frequenze dei segnali in ingresso
2. la differenza tra le frequenze dei segnali in ingresso

Il trattamento delle frequenze effettuato da un mixer può essere impiegato per traslare i segnali tra bande, oppure per modularli e demodularli.

## Descrizione matematica
I segnali in ingresso sono, nel caso più semplice, onde sinusoidali di tensione, rappresentabili come
{\displaystyle v_{i}(t)=A_{i}\sin 2\pi f_{i}t}
dove ogni A è un'ampiezza, ogni f è una frequenza e t rappresenta il tempo. (In realtà anche onde semplici come queste possono avere uno sfasamento, qui posto pari a 0). Un modo abbastanza comune di sottrarre e sommare le frequenze è moltiplicare tra loro i due segnali; usando l'identità trigonometrica
{\displaystyle \sin(A)\cdot \sin(B)\equiv {\frac {1}{2}}\left[\cos(A-B)-\cos(A+B)\right]}
si ottiene
{\displaystyle v_{1}(t)v_{2}(t)={\frac {A_{1}A_{2}}{2}}\left[\cos 2\pi (f_{1}-f_{2})t-\cos 2\pi (f_{1}+f_{2})t\right]}
dove appaiono la frequenza somma ({\displaystyle f_{1}+f_{2}}) e differenza ({\displaystyle f_{1}-f_{2}}).

### Implementazione del prodotto
Esistono molti modi di moltiplicare delle tensioni, molti dei quali abbastanza sofisticati. In ogni caso, come esempio, può essere descritta una semplice tecnica che richiede l'utilizzo di un diodo. L'importanza dell'utilizzo del diodo risiede nella sua non linearità (ovvero non è ohmico), questo implica che la sua uscita in corrente non sia direttamente proporzionale al suo ingresso (tensione). Dunque il diodo non riproduce sulla corrente le frequenze tipiche dell'onda di tensione che lo pilota, permettendo di manipolarle. In modo del tutto analogo possono essere utilizzati altri dispositivi non lineari.
La corrente I che attraversa un diodo ideale in funzione della tensione V ai suoi capi è data da
{\displaystyle I=I_{\mathrm {S} }\left(e^{qV_{\mathrm {D} } \over nkT}-1\right)}
dove è importante notare come V appaia all'esponente di e. L'esponenziale può essere sviluppato in Serie di Taylor
{\displaystyle e^{x}=\sum _{n=0}^{\infty }{\frac {x^{n}}{n!}}}
e, per x molto piccolo (che corrisponde ad un'ampiezza di tensione piccola) può essere approssimato dai primi termini della serie:
{\displaystyle e^{x}-1\approx x+{\frac {x^{2}}{2}}}
Si supponga che la somma dei due segnali di ingresso {\displaystyle v_{1}+v_{2}} sia applicata al diodo, e che si generi una tensione di uscita proporzionale alla corrente che attraversa il diodo (ad esempio ponendo un resistore in serie al diodo). Allora, trascurando le costanti nell'equazione del diodo, la tensione in uscita ha la forma
{\displaystyle v_{\mathrm {o} }=(v_{1}+v_{2})+{\frac {1}{2}}(v_{1}+v_{2})^{2}+\dots }
Il primo termine a destra rappresenta i due segnali originali, come previsto, seguiti dal quadrato della somma, che può essere riscritta come {\displaystyle (v_{1}+v_{2})^{2}=v_{1}^{2}+2v_{1}v_{2}+v_{2}^{2}}, dove è posto in evidenza il doppio prodotto. Da notare che le potenze di ordine superiore al secondo della somma delle tensioni sono trascurabili per piccoli segnali.

### L'uscita
Dato che ogni prodotto produce somma e differenza tra le frequenze, ci si aspetta che dal termine quadratico della serie derivino segnali a frequenza {\displaystyle 2f_{1}} e {\displaystyle 2f_{2}} da {\displaystyle v_{1}^{2}} e {\displaystyle v_{2}^{2}}, e {\displaystyle f_{1}+f_{2}} e {\displaystyle f_{1}-f_{2}} dal termine {\displaystyle v_{1}v_{2}}. Spesso è verificato {\displaystyle f_{1},f_{2}\gg |f_{1}-f_{2}|}, così che il segnale differenza ha una frequenza molto minore degli altri; l'estrazione di questo segnale è spesso l'obiettivo principale dell'utilizzo di un mixer in dispositivi quali ricevitori radio.
Gli altri termini della serie danno origine ad altri segnali molto attenuati a varie frequenze che sono considerati rumore rispetto al segnale desiderato; questi possono essere filtrati o tollerati fino ad un certo limite; tuttavia i segnali necessari in applicazioni particolarmente sensibili possono richiedere un livello di rumore talmente basso da rendere necessario il ricorso a dispositivi più complessi.